# St. Peter und Paul (Gissigheim)

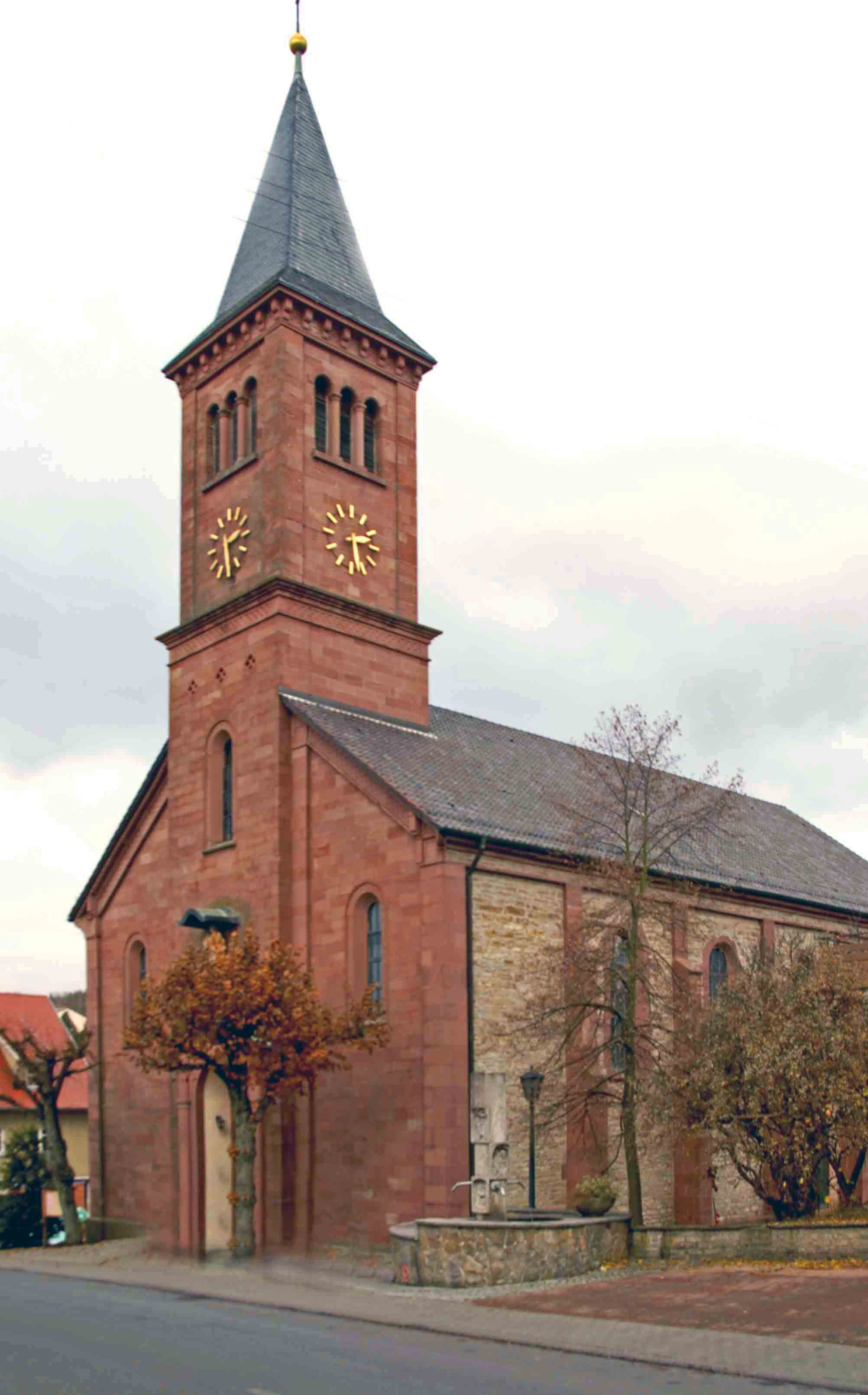
St. Peter und Paul in Gissigheim

Die römisch-katholische Pfarrkirche St. Peter und Paul in Gissigheim, einem Ortsteil von Königheim im Main-Tauber-Kreis, wurde von 1839 bis 1842 errichtet und ist den Aposteln Petrus und Paulus geweiht.

## Geschichte
Mit zunehmender Einwohnerzahl im 19. Jahrhundert wurde eine Vergrößerung der Gissigheimer Kirche nötig. Da die Erweiterung wegen Feuchtigkeit in den Gemäuern nicht möglich war und der Turm sich zunehmend vom Rest der Mauern löste, musste eine neue Kirche gebaut werden. Für die Genehmigung waren viele Verhandlungen nötig. Durch das Amt in Tauberbischofsheim wurde am 14. Juli 1813 ein Gutachten zur Notwendigkeit eines Neubaues erstellt und somit eine lange Verhandlungszeit beendet. Ab 1814 war die alte Kirche nicht mehr brauchbar, da sich zu viel Feuchtigkeit im Gemäuer befand und teilweise das Wasser in der Kirche stand. Der Gottesdienst wurde ab diesem Zeitpunkt in der nahegelegenen Schutzengelskapelle abgehalten, welche viel zu klein für diesen Zweck war. Die Verhandlungen um die Finanzierung der Kirche zogen sich über mehrere Jahre hin und brachte Gerichtsverhandlungen mit sich. Auch die Innenausstattung sorgte für Meinungsverschiedenheiten. Im Mai 1839 wurde nach vielen Streitigkeiten, die mehrere Jahrzehnte andauerten, der Grundstein der Kirche gelegt. Laut Berichten sollte der Bau schon 1841 vollständig fertiggestellt worden sein, jedoch erfolgte die Besichtigung und Übergabe an die Gemeinde durch den Bauinspektor Moßbrugger erst am 2. Mai 1842. Laut Moßbrugger hätte die Kirche schon im Vorjahr der Gemeinde übergeben werden können, was einige Verbesserungen im Nachhinein erspart hätte. Die fertige Kirche stand also ein dreiviertel Jahr unbenutzt da. Nach dem Abschluss der Verbesserungsarbeiten wurde die Kirche am 29. Juni 1842, dem Tag, an dem die Kirchenpatrone Petrus und Paulus ihr Hochfest haben, geweiht.
Im Jahr 1988 wurden Teile der Kirche renoviert. So wurde die Sakristei, die zu klein geworden war abgerissen und an der gleichen Stelle neu errichtet. Daneben wurde ein Untergeschoss mit Wendeltreppe hinzugefügt. Außerdem wurde eine elektrische Nachtstromheizung eingebaut, welche den Nachtstrom in Bodenkästen speichert und die Wärme vor Gottesdiensten in die Kirchenhalle strömen lässt. Diese Renovierungsmaßnahmen zogen Kosten in Höhe von 277.020 DM mit sich. Fugen im Gemäuer wurden im Zuge dieser Renovierungen ebenfalls geschlossen sowie weitere Verbesserungen und Verschönerungen im Innenbereich der Kirche durchgeführt. Die Gesamtrenovierungskosten beliefen sich auf 1.369.550,21 DM, wovon sich 581.896 DM aus Spenden generierten. Im Jahr 1998 wurden die Renovierungsarbeiten abgeschlossen.
Die Pfarrkirche St. Peter und Paul gehört zur Seelsorgeeinheit Königheim, die dem Dekanat Tauberbischofsheim des Erzbistums Freiburg zugeordnet ist.

## Architektur und Ausstattung
Die Pfarrkirche St. Peter und Paul in Gissigheim verfügt über ein vierstimmiges Geläut, welches im Jahre 1949 von der Glockengießerei Bachert in Karlsruhe gegossen wurde. Die Kirche hat einen eingeschossigen Holzglockenstuhl mit drei Gefachen. Im mittleren befindet sich die große Glocke 1, im linken Gefach ist Glocke 2 und im rechten, höherversetzten Gefach, sind die Glocken 3 und 4 untergebracht. Für den Uhrenschlag läuten die Glocken 1, 2 und 3. Den Viertelstundenschlag übernehmen die Glocken 2 und 3. Für den Stundenschlag wird die Glocke 1 eingesetzt. Unter der Glockenstube befindet sich ein neueres und vollständig elektrifiziertes, mechanisches Uhrwerk, welches das Schlagwerk betreibt. Auf allen vier Seiten des Kirchturms gibt es jeweils eine Uhr. Jedes Uhrenziffernblatt hat ein eigenes Antriebssystem.